# Joe Chialo

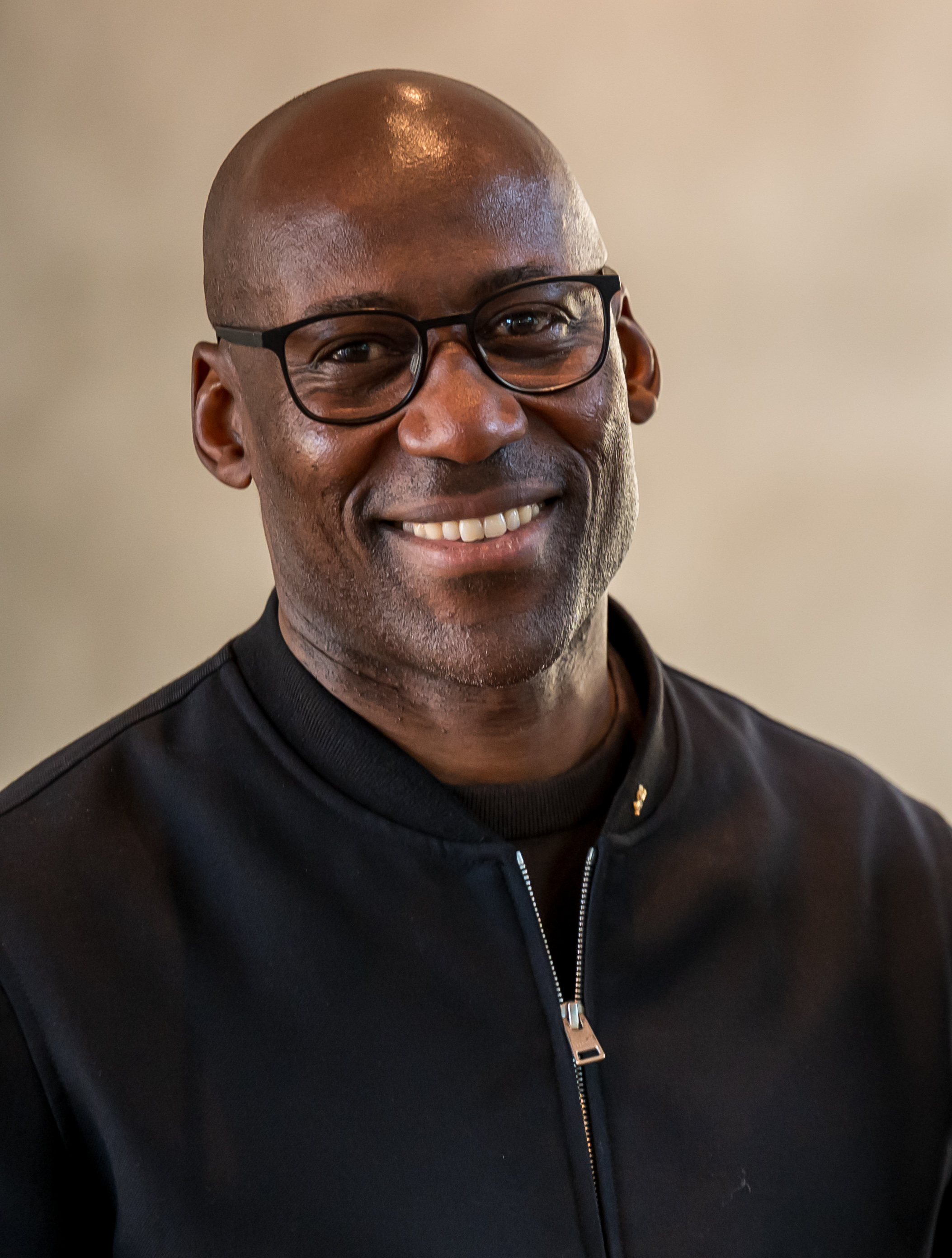
Joe Chialo (2024)

Joe Chialo (* 18. Juli 1970 in Bonn) ist ein deutscher Musikmanager und Politiker (CDU). Er war von April 2023 bis Mai 2025 Berliner Senator für Kultur und Gesellschaftlichen Zusammenhalt im Senat Wegner.

## Leben
Als Sohn einer tansanischen Diplomatenfamilie wurde Chialo in Bonn geboren. Sein Vater stammt aus Nachingwea im Süden des Landes,
seine Mutter war 1966 als Stipendiatin nach Deutschland gekommen, um dort eine Ausbildung als Krankenschwester zu machen. Chialo sprach zunächst Swahili, dann wurde seine Hauptsprache Deutsch. 1975 zog die Familie mit ihren fünf Söhnen nach Daressalam, wohin der Vater auf eine Stelle im Außenministerium versetzt wurde. 
1979 zog die Familie wieder nach Deutschland, wo Chialos Vater als Botschaftsrat arbeitete. Einige Monate später wurden seine Eltern nach Schweden versetzt. Um ihren beiden ältesten Söhnen eine gute Ausbildung zu ermöglichen, wurden Chialo und sein älterer Bruder in das Ordensinternat der Salesianer Don Boscos in Marienhausen gegeben. Sein Abitur legte Chialo im Antoniuskolleg in Neunkirchen-Seelscheid ab, das damals ebenfalls von den Salesianern geführt wurde. Danach machte er eine Ausbildung zum CNC-Fräser in Nürnberg. Später studierte er an der Friedrich-Alexander-Universität Erlangen-Nürnberg mehrere Semester Geschichte, Politik und wirtschaftliche Staatswissenschaften, verließ die Universität aber dann, um sich der Musik zuzuwenden.
1991 stieg Chialo bei der Nürnberger Band Blue Manner Haze, die zwei Jahre zuvor gegründet worden war, als Sänger ein. An der Gitarre war Robert Lenar, Bass spielte Oliver Holzner, am Schlagzeug saß Jay P. Montone. Mit Another Confused Youth Production (1991) und Blue Manner Haze (1995) veröffentlichte die Band zwei Alben, die kommerziell nicht erfolgreich waren. Das Musikmagazin Rock Hard urteilte über das letzte Album: „Joe Chialos Stimme variiert zwischen einschmeichelndem Soul, harten Raps und Hardcore-Geschrei – oft innerhalb der Songs. Aber das allein verhilft BMH nicht zu einer eigenständigen Note.“ 1995 trennte sich die Gruppe. Seine kurze Gesangskarriere brachte Chialo in die Musikbranche.
2009 gründete Chialo das Label Airforce1 Records sowie 2018 das Label Afroforce1 als Abteilung von Universal Music mit dem Ziel, Musik aus dem afrikanischen Raum zu fördern. Airforce1 Records, ebenfalls Teil von Universal, beherbergt Künstler wie Santiano, den Schauspieler Matthias Schweighöfer, The Kelly Family, Ben Zucker, Sarah Zucker und den EDM-DJ Noel Holler. Beim Eurovision Song Contest 2019 gehörte Chialo der deutschen Jury an.
Seine 2022 erschienene Autobiografie Der Kampf geht weiter ist nach den letzten Worten benannt, die Chialos Vater ihm am Telefon vor seinem Tod mit auf den Weg gab („A luta continua“), der Schlachtruf der Frente de Libertação de Moçambique.
Chialo hat sich als Manager der Band Eisblume Markenrechte an dem Bandnamen gesichert.
Chialo lebt in Berlin-Pankow, ist verheiratet und hat eine Tochter. Er ist römisch-katholisch.

## Politischer Werdegang

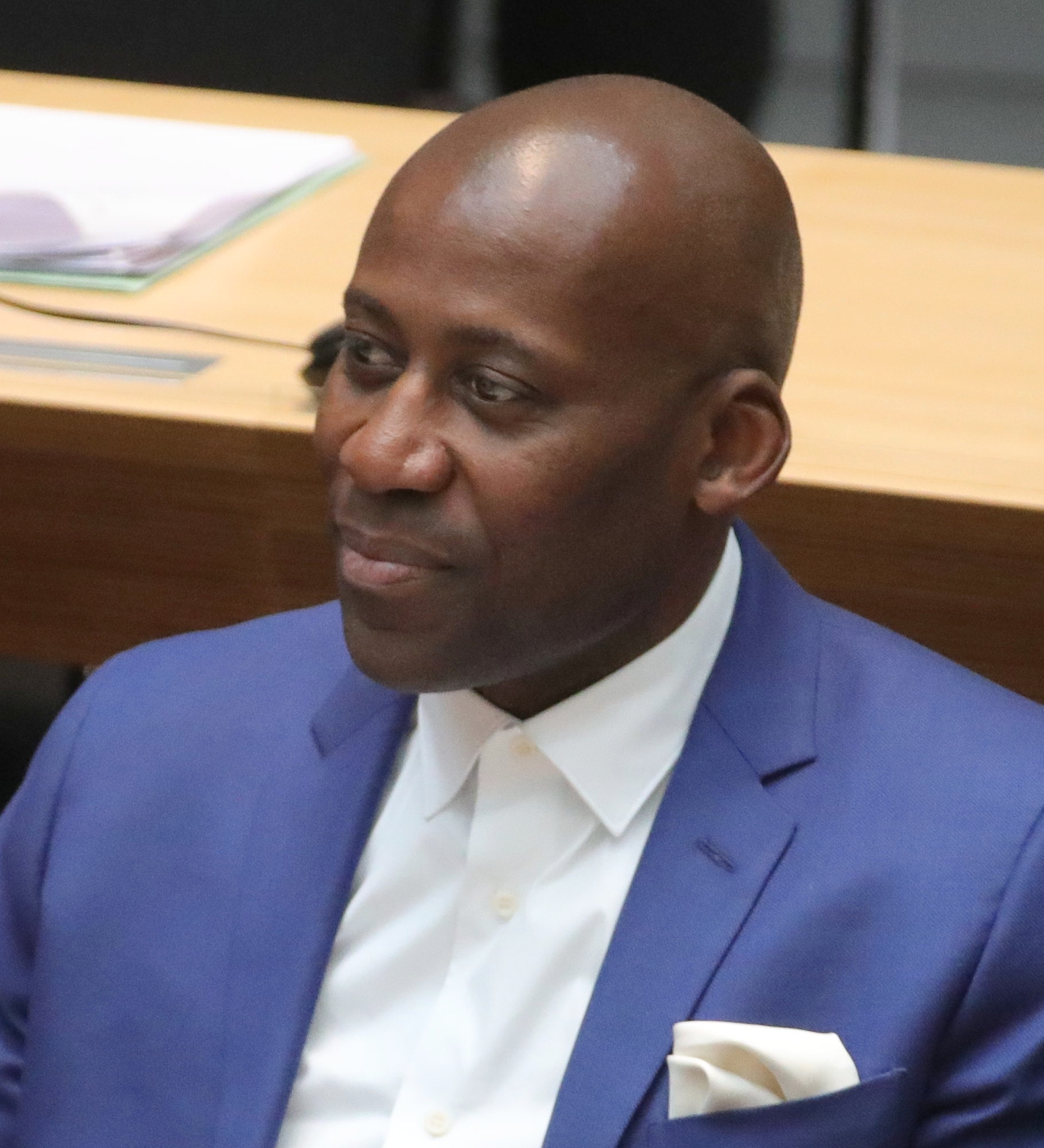
Joe Chialo im Abgeordnetenhaus Berlin (2023)

In den 1990er Jahren war Chialo Mitglied der Grünen und bewunderte nach eigenen Angaben Joschka Fischer. Im Streit um Bundeswehreinsätze auf dem Balkan trat Chialo aus der Partei aus, da er die innerparteiliche Ablehnung der Auslandseinsätze nicht teilte.
2016 trat Chialo in die Berliner CDU ein und wurde 2021 als Direktkandidat für den Bundestagswahlkreis Berlin-Spandau – Charlottenburg Nord für die Bundestagswahl 2021 aufgestellt. Bundesweit bekannt wurde Chialo durch die Berufung in das „Zukunftsteam“ von Kanzlerkandidat Armin Laschet zur Bundestagswahl. Darin war er Sprecher für die Themen Kunst und Kultur. Chialo unterlag bei 23,5 % der Erststimmen dem SPD-Kandidaten Helmut Kleebank (32,8 %) und war nicht über die Landesliste abgesichert.
Auf dem digitalen Parteitag im Januar 2022 wurde Chialo in den Bundesvorstand der CDU gewählt. Am 24. April 2023 schlug ihn der designierte Regierende Bürgermeister von Berlin, Kai Wegner, als Senator für Kultur, Zusammenhalt, Engagement- und Demokratieförderung vor, am 27. April 2023 ernannte er ihn.
Am 2. Mai 2025 verkündete Chialo seinen Rücktritt als Senator für Kultur und Gesellschaftlichen Zusammenhalt. Er begründete seinen Rücktritt mit den bevorstehenden Haushaltskürzungen, die aus seiner Sicht zu tief in die kulturelle Entwicklung Berlins eingriffen, so dass die Schließung bundesweit anerkannter Kultureinrichtungen drohe. Paul Jandl kommentierte den Rücktritt in der Neue Zürcher Zeitung mit den Worten „Kultursenator Chialo galt bei seiner Amtseinführung vor zwei Jahren als Lichtgestalt. Nun ist er an sich selbst und den Umständen gescheitert.“

## Kontroversen

### „Antisemitismusklausel“
Im Januar 2024 kündigte Chialo als Reaktion auf die antisemitischen Vorfälle während des Krieges in Israel und Gaza 2023 an, Kulturförderung künftig an ein Bekenntnis gegen Antisemitismus nach der IHRA-Definition knüpfen zu wollen. Chialo begründete dies damit, dass er eine Sensibilisierung für jede Form der Diskriminierung erreichen wolle; „das dröhnende Schweigen der Kulturszene“ nach dem Terrorangriff der Hamas auf Israel 2023 sei für ihn eine Zäsur gewesen.
Der Zusatz, offiziell als „Antidiskriminierungsklausel“ bezeichnet, wurde unter dem Stichwort „Antisemitismusklausel“ kontrovers diskutiert. Sie gehörte mit zu den Gründen, aufgrund derer die Initiative Strike Germany gegründet wurde, die zum Boykott deutscher Institutionen aufruft und unter anderem von Annie Ernaux und Judith Butler unterstützt wurde. Am 22. Januar 2024 setzte Chialo die Klausel außer Kraft, da sie nicht rechtssicher sei. Die Entscheidung stieß auf Kritik. Die Bildungsministerin von Schleswig-Holstein, Karin Prien (CDU), verwies in der Jüdischen Allgemeinen darauf, dass eine ähnliche Klausel dort bereits 2023 eingeführt worden sei. Nach Antisemitismusvorwürfen im Zusammenhang mit der Berlinale-Preisverleihung gab Chialo an, die Klausel neu diskutieren zu wollen. Im September 2024 wurde Chialo bei einer Veranstaltung von einem antiisraelischen Demonstranten mit einem Mikrofonständer beworfen, blieb aber unverletzt. Im selben Monat wurde sein Wohnhaus mit roter Farbe besprüht, unter anderem mit dem Slogan „Genocide Joe Chialo“, in Anspielung auf die gegen US-Präsident Joe Biden gerichtete Parole „Genocide Joe“.

### Bezeichnung als „Hofnarr“ und „Feigenblatt“ durch Bundeskanzler Scholz
Im Februar 2025 bezeichnete Bundeskanzler Olaf Scholz Chialo bei einer privaten Geburtstagsfeier des Unternehmers Harald Christ als „Hofnarr“ und „Feigenblatt“ der CDU. Der Focus berichtete über die Aussagen und bezeichnete dies als rassistischen Aussetzer, wobei auf Chialos Hautfarbe verwiesen wurde. Chialo selbst hatte die Äußerung als „herabwürdigend und verletzend“ empfunden, dies jedoch nach einem Telefonat mit dem Kanzler abgehakt.

## Schriften
- Der Kampf geht weiter: Mein Leben zwischen zwei Welten. Murmann Publishers, Hamburg 2022, ISBN 978-3-86774-744-8.
- Zeitenwende – wie damit umgehen? Für eine demokratische Grundsanierung. In: Aleida Assmann u. a. (Hrsg.): Zeitenwende! Impulse für eine starke Zukunft. Verlag Herder, Freiburg 2024, ISBN 978-3-451-03554-8, S. 67–84.